# Nacido el 4 de julio (memoria)
Nacido el 4 de julio es la autobiografía de Ron Kovic, un veterano paralizado de la Guerra de Vietnam que se convirtió en un activista en contra de la guerra. El título hace referencia al cumpleaños de Kovic (nació el 4 de julio de 1946) y a la canción patriótica «The Yankee Doodle Boy» de George M. Cohan. En 1989, el libro fue adaptado en la película homónima con un guion de Oliver Stone y Kovic y protagonizada por Tom Cruise.

## Historia
Nacido el 4 de julio fue escrito en Santa Mónica (California) durante el otoño (boreal) de 1974. Kovic duró un mes, tres semanas y dos días escribiendo la autobiografía. El libro narra la infancia de Kovic en Massapequa (Nueva York), su ingreso al ejército después de terminar la secundaria, su estancia en Vietnam (en donde mató accidentalmente a un cabo de su ejército, participó en una emboscada fallida en la que varios niños resultaron heridos o muertos y finalmente recibió dos disparos que le volaron un tobillo y le dejaron paralítico de cintura para abajo), su recuperación y parálisis y su nueva vida como activista.

## Diferencias con la adaptación cinematográfica
Existen al menos tres diferencias entre la autobiografía y la adaptación cinematográfica.
- En el filme, se muestra a Kovic visitando la familia del soldado estadounidense que él había matado accidentalmente. En la realidad, esta reunión nunca se dio, pero el director Oliver Stone decidió agregarla para mostrar el remordimiento de Kovic y para darle fin a su problema.

- El personaje de Donna (interpretado por Kyra Sedgwick) nunca existió ni inspiró a Kovic a convertirse en un activista. Asimismo, en el filme se puede ver a Kovic protestando en un campus universitario después de la masacre de la Universidad Estatal de Kent. Sin embargo, en la autobiografía, Kovic nunca participó en esas protestas y solo las vio por televisión.